# Eleccions a Letònia
Les Eleccions a Letònia donen informació sobre els resultats electorals a la República de Letònia.
A nivell nacional s'elegeix una legislatura. El Saeima o parlament consta de 100 membres, escollits per a un mandat de quatre anys per representació proporcional amb un llindar del 5% i s'aplica per assignar els escons el Mètode Sainte-Laguë. Les eleccions parlamentàries se celebren el primer dissabte d'octubre.
A nivell local, Letònia escull els consells municipals, que consten de 7 a 60 membres, d'acord amb la mida del municipi, també per representació proporcional i per a un mandat de quatre anys.
Letònia té un sistema multipartidista, amb nombrosos partits polítics en què cap dels partits té sovint l'oportunitat de prendre el poder per si sol, i per tant, han de treballar entre si per formar governs de coalició.

## Eleccions parlamentàries del 2014
Resultats de les eleccions del 4 d'octubre de 2014 per a renovar el Parlament de Letònia (Saeima)
| Partits i coalicions | Partits i coalicions                                                     | Vots    | %     | Escons | Canvi |
| -------------------- | ------------------------------------------------------------------------ | ------- | ----- | ------ | ----- |
|                      | Partit Socialdemòcrata "Harmonia" (Sociāldemokrātiskā Partija „Saskaņa”) | 209,887 | 23.00 | 24     | +7    |
|                      | Unitat (Letònia) (Vienotība)                                             | 199,535 | 21.87 | 23     | +3    |
|                      | Unió de Verds i Agricultors (Zaļo un Zemnieku savienība)                 | 178,210 | 19.53 | 21     | +8    |
|                      | Aliança Nacional (Nacionālā Apvienība)                                   | 151,567 | 16.61 | 17     | +3    |
|                      | Per Letònia des del Cor (No sirds Latvijai)                              | 62,521  | 6.85  | 7      |       |
|                      | Associació Letona de Regions (Latvijas Reģionu Apvienība)                | 60,812  | 6.66  | 8      |       |
| Total                | Total                                                                    | 916,469 | 100.0 | 100    |       |

## Referèndums
La Constitució de Letònia proscriu un referèndum per a cinc propòsits:
- revocar el Parlament (article 14)
- adherir-se a la Unió Europea (article 68)
- acceptar canvis substancials en les condicions relatives a la pertinença a la Unió Europea -si així ho sol·licita el 50% del Parlament- (article 68)
- acceptar la legislació suspesa pel President (article 72)
- esmenar la Constitució o l'adopció d'una llei (article 78)

S'han realitzat tretze referèndums a la història de Letònia, quatre en el període de 1923 a 1934 i nou des de 1991 a 2012.